# Discarica di Borgo Montello
La discarica di Borgo Montello è un'area per lo stoccaggio dei rifiuti sita in località Borgo Montello, a Latina, e gestita dalle società Ecoambiente e Ind.eco. (gruppo Greenthesis). Con un'area complessiva di circa 50 ettari è considerata per dimensioni la seconda discarica del Lazio dopo Malagrotta e la quarta discarica d'Italia.
L'area è divenuta nota a livello nazionale poiché secondo molteplici testimonianze, incluse quelle rese dal collaboratore di giustizia Carmine Schiavone, in questa discarica finirono per anni rifiuti tossici industriali (sotto forma di fusti interrati e fanghi dispersi), tra cui si annovererebbero anche alcuni dei fusti della nave dei veleni Zanoobia, soprattutto ad opera del clan dei Casalesi. Numerosi monitoraggi hanno certificato la presenza di scorie industriali nelle falde acquifere della zona. La storia della discarica è stata legata anche all'omicidio irrisolto del parroco Cesare Boschin.
Il sito è chiuso dal 2016 con obbligo di bonifica sebbene negli anni si siano susseguiti diversi progetti di ampliamento e riapertura. Parte della discarica è sottoposta a sequestro preventivo mentre l'altra parte è amministrata dall'ANBSC. Al momento della chiusura sarebbero stati conferiti complessivamente oltre 6 milioni di tonnellate di rifiuti solidi urbani negli oltre 40 anni di attività della discarica.

## Storia

### La realizzazione degli invasi da S0 a S3
L'attività di discarica iniziò probabilmente nel 1971 o nel 1972 quando alcuni soggetti privati iniziarono a sversare rifiuti in un dirupo nei pressi dell'Astura sul cosiddetto monte Inferno, nei pressi di Borgo Montello; secondo alcune testimonianze questi rifiuti provenivano prevalentemente da Anzio, Nettuno, Latina e Velletri. L'invaso, poi classificato come S0, sarebbe stato gestito dalla società Pro.Chi., riconducibile alle famiglie Chini e Proietto, emigranti provenienti dalla Tunisia che gestivano delle aziende agricole nell'area, fino al 1982 e poi dal Comune di Latina, che per le sue condizioni precarie lo chiuse tra il 1986 e il 1987.  Nel 1983 la Pro.Chi. avrebbe iniziato la coltivazione di un nuovo invaso, poi denominato S1, realizzato come il precedente senza barriere di fondo o altri tipi di protezione.
Tra il 1988 e il 1989 la discarica sarebbe stata acquistata per 12 miliardi di lire dalla società Guastella Impianti di Biagio Giuseppe Maruca, che nel 1990 deliberò l'incorporazione della Guastella nella Società Realizzazioni Industriali (SoReGIn), che modificò la propria ragione sociale in Ecomont. Fu la Ecomont a portare avanti la realizzazione dell'invaso S3 tra il 1989 e il 1990; per completare la realizzazione di quest'ultimo venne realizzato l'invaso S2, dotato di una barriera di fondo costituita da una geomembrana di HDPE. Il sito S3 rimase attivo fino al febbraio 1991.
È proprio a cavallo tra gli anni '80 e '90 che l'area della discarica destò l'interesse della famiglia Schiavone, riconducibile al clan dei Casalesi; secondo quanto riportato dal collaboratore di giustizia Carmine Schiavone nell'area adiacente la discarica avrebbe vissuto Michele Coppola, la cui appartenenza al clan fu comprovata in diversi procedimenti così come i suoi rapporti con le forze di polizia e la politica locali, almeno a partire dal 1988 o 1989. In questo periodo sarebbero dunque avvenuti gli sversamenti illeciti di rifiuti tossici in un'area che è stata individuata lungo il confine tra gli invasi S1 e S3.

### L'invaso B2
Nel febbraio 1990 il Presidente della giunta della Regione Lazio Bruno Landi autorizzò la Guastella Impianti a realizzare un sito di stoccaggio "temporaneo" per rifiuti speciali (poi denominato B2) a cui lo stesso Landi aggiunse anche i rifiuti pericolosi con una successiva ordinanza emanata circa un mese dopo. Furono presentati distinti ricorsi al Tribunale amministrativo regionale del Lazio dal Comune di Latina, dalla cooperativa Satricum e da cinque cittadini che furono accolti con conseguente sospensione delle due ordinanze firmate dal Presidente ma il Consiglio di Stato, considerando l'"interesse pubblico all'immediata attivazione dell'impianto" sospese la decisione del TAR per un anno, sospensione poi prorogata fino a fine 1992. Nel frattempo una terza ordinanza, firmata dal successore di Landi Rodolfo Gigli, il 4 novembre 1991, tenendo conto del parere del Consiglio di Stato, intimò alla Ecotecna Trattamento Rifiuti di attivare l'impianto stabilendo una tariffa di 120 lire al chilogrammo. Anche questa ordinanza era stata annullata dal TAR ma la decisione di quest'ultimo era stata sospesa dal Consiglio di Stato e quindi Gigli firma un'ulteriore ordinanza intimando alla Ecotecna di riattivare l'impianto. La situazione paradossale di contrasto tra gli enti locali e tra le decisioni dei giudici amministrativi destò anche l'attenzione della Squadra mobile di Latina. Nel 1993 il presidente Giorgio Pasetto firmò un'ulteriore ordinanza per prorogare la possibilità di conferire rifiuti speciali, che tuttavia secondo la legislazione dell'epoca comprendevano anche alcuni rifiuti tossico-nocivi. La gestione della Ecotecna finì al centro di un processo che vide sul banco degli imputati l'allora presidente e amministratore delegato Adriano Musso. Nei sopralluoghi effettuati nel corso del 1992 emerse che erano stati rilevati anche fanghi di depurazione provenienti dalla produzione di composti farmaceutici e chimici, residui di verniciatura ed altri materiali ricompresi nella categoria dei rifiuti tossico-nocivi; secondo il consulente il terreno, viste le sue caratteristiche di permeabilità, capacità di ritenzione e assorbimento, non era adatto allo smaltimento di questo genere di rifiuti che avrebbero potuto inquinare le acque superficiali e di falda. Musso fu condannato in primo grado ma la sentenza e la relativa ordinanza di ripristino dello stato dei luoghi sono state annullate in secondo grado nel 1997 per intervenuta prescrizione. Nel corso degli anni '90 l'area nei pressi della discarica destò anche l'interesse di alcune aziende farmaceutiche del luogo, che costituirono il consorzio CISECO con l'obiettivo di realizzare un impianto per lo smaltimento degli scarti delle loro produzioni.

### Il fallimento della Ecomont
Nel 1995 il comune di Latina commissionò ad un gruppo di studio composto da ENEA, UNICHIM e il Centro comune di ricerca di Ispra una caratterizzazione e bonifica del sito di Borgo Montello, che fu il primo monitoraggio rilevante effettuato sull'area ed in particolare sugli invasi S1, S2 e S3. Lo studio, conclusosi nel 1998, incontrò diverse difficoltà causate soprattutto dal fallimento della Ecomont.
Quest'ultima presentò istanza di fallimento nel 1996 e vendette i terreni della discarica alle società Immobiliare Giulia (poi Giulia Service) e Monika, riconducibili all'imprenditore Giovanni De Pierro, successivamente raggiunto da provvedimenti di confisca dei beni per sospette attività di riciclaggio. L'obiettivo di questi passaggi sarebbe stato quello di sottrarre alla procedura concorsuale della Ecomont i terreni della discarica. De Pierro nel 2016 avrebbe sostenuto che in realtà i terreni erano in affitto con la curatela fallimentare della Ecomont.
Le attività di conferimento dei rifiuti furono invece cedute alla Ind.eco. per gli RSU e alla Ecotecna Trattamento Rifiuti per i rifiuti speciali dell'invaso B2 (la Ecotecna fu poi incorporata in Ind.eco. nel 2005). Una porzione della discarica, corrispondente agli invasi S1, S2 e S3, sarebbe risultata invece abbandonata tanto che nel 1997 si verificò la tracimazione del percolato che raggiunse anche l'Astura; vista la gravità della situazione la Regione Lazio intervenne direttamente con 1,5 miliardi di lire per rimuovere il liquido tracimante. È in questo contesto che il Comune di Latina, attraverso la controllata Latina Ambiente, formò una joint venture con l'imprenditore Manlio Cerroni fondando la Ecoambiente. Questa società nel 1998 fu incaricata della bonifica dei tre invasi (S1, S2 e S3), dove secondo la relazione tecnica dell'intervento erano già stati abbancati almeno 1,35 milioni di metri cubi di rifiuti, con l'obiettivo di abbancarvi poi altri 340 000 metri cubi di rifiuti. I terreni però non entrarono mai nelle disponibilità della Ecoambiente, che avrebbe sempre operato in una situazione di affitto. La Ecoambiente avrebbe realizzato nel 1998 l'unica opera di messa in sicurezza attraverso la realizzazione di un polder, intervento che però non teneva in conto l'eventuale presenza di rifiuti industriali; proprio questa opera è al centro di un processo ai dirigenti della società di allora per adulterazione o contraffazione di sostanze alimentari visto l'inquinamento delle falde acquifere.

### TBM e tentativi di espansione
Nel 2008 i possedimenti degli Schiavone furono acquisiti da Ind.eco. Nel 2009 la Regione Lazio ha autorizzato la realizzazione di un nuovo invaso, denominato Lotto B, e di un impianto di trattamento meccanico-biologico, autorizzazione rinnovata nel 2015 per l'impianto di TMB; quest'ultimo è stato bocciato nel 2017 dal Tribunale amministrativo regionale del Lazio e poi nuovamente nel 2022 dal Consiglio di Stato.
Nel 2012 il Comune di Latina, con un finanziamento di circa 700 000 euro della Regione Lazio, procedette allo scavo dell'invaso S0 alla ricerca dei fusti tossici che sarebbero stati sepolti a Borgo Montello; le rilevazioni dell'ENEA nel 1995 e dell'INGV durante gli scavi testimoniarono la presenza di elementi metallici che potevano essere ricondotti ai rifiuti tossici ma la campagna di scavi non ebbe ulteriori riscontri.

## Struttura
Il sito della discarica risulta diviso per aree di gestione tra le società Ecoambiente e Ind.eco. La Ecoambiente gestisce rispettivamente gli invasi denominati:
- S1, realizzato nel 1983 dalla Pro.Chin. con una volumetria autorizzata di 416 000 metri cubi;
- S2, ampliamento dell'invaso S1 in esercizio dall'aprile 1989 (con espansione autorizzata nel 2009) con una volumetria autorizzata di 397 000 metri cubi. L'invaso è dotato di una barriera di fondo costituita da una geomembrana di HDPE;
- S3, realizzato nel 1989 dalla Ecomont e in esercizio dal marzo 1990 al febbraio 1991 con una volumetria autorizzata di 373 000 metri cubi;
- nuovo invaso, in esercizio dal 2009 con una volumetria autorizzata di 400 000 metri cubi;

mentre la Ind.Eco. gestisce gli invasi:
- S4, entrato in esercizio nel 1991 è poi entrato in fase di gestione post mortem nel 1999 salvo essere riattivato nel 2003 con una volumetria autorizzata di 1 863 000 metri cubi a cui se aggiungono 395 564;
- S5, entrato in esercizio nel 1999 e in fase di gestione post mortem dal 2002 con una volumetria autorizzata di 855 552 metri cubi;
- S6, raccordo funzionale tra gli invasi S4 e S5 è entrato in esercizio nel 2002 ed è in fase di gestione post mortem dal 2003 con una volumetria autorizzata di 197 000 metri cubi;
- ex B2, entrato in esercizio nel 1992 per lo stoccaggio di rifiuti speciali e pericolosi è stato poi riconvertito nel 2005 per l'abbancamento di RSU con una volumetria autorizzata di 380 000 metri cubi;
- S7, raccordo funzionale tra gli invasi S4 ed ex B2 è entrato in esercizio nel 2007 con l'autorizzazione alla sopraelevazione nel 2008. Ha una volumetria autorizzata di 350 000 metri cubi a cui se aggiungono altri 63 000;
- S8, entrato in esercizio nel 2009 è stato al centro di una richiesta, poi ritirata, di sopraelevazione. Ha una volumetria autorizzata di 700 000 metri cubi.

Oltre a questi invasi vi è l'area denominata S0, il primo nucleo della discarica attivo dal 1971/1972 al 1986/1987.